# Velîka Haicea, Ovruci
Velîka Haicea (în ucraineană Велика Хайча) este localitatea de reședință a comunei Velîka Haicea din raionul Ovruci, regiunea Jîtomîr, Ucraina.

## Demografie
Componența lingvistică a localității Velîka Haicea
     Ucraineană (99,79%)
     Alte limbi (0,21%)
Conform recensământului din 2001, majoritatea populației localității Velîka Haicea era vorbitoare de ucraineană (99,79%), existând în minoritate și vorbitori de alte limbi.